# Turís
Turís (em castelhano e oficialmente) ou Torís (em valenciano) é um município da Espanha na província de Valência, Comunidade Valenciana. Tem 80,5 km² de área e em 2021 tinha 6 910 habitantes (densidade: 85,8 hab./km²).

## Demografia
| Variação demográfica do município entre 1991 e 2004 | Variação demográfica do município entre 1991 e 2004 | Variação demográfica do município entre 1991 e 2004 | Variação demográfica do município entre 1991 e 2004 |
| --------------------------------------------------- | --------------------------------------------------- | --------------------------------------------------- | --------------------------------------------------- |
| 1991                                                | 1996                                                | 2001                                                | 2004                                                |
| 4174                                                | 4471                                                | 4879                                                | 5305                                                |